# Mercedes-Benz W110
Mercedes-Benz W110 (niem. Heckflosse) – seria samochodów osobowych klasy średniej-wyższej, produkowanych przez niemiecką firmę Mercedes-Benz w latach 1961–1968. W Polsce nazywany skrzydlak, z powodu nadwozia w kształcie płetwy ogonowej. Był to pierwszy model mercedesa, który poddawany był obszernym testom zderzeniowym.

## Historia modelu
Seria W110 została wprowadzona na rynek w kwietniu 1961 i zastąpiła modele W120 i W121. W lipcu 1965 (w USA rok później) modele W110, 190 i 190D zostały odświeżone i przemianowane odpowiednio na 200 oraz 200D (diesel). Silnik wysokoprężny otrzymał wał korbowy podparty na pięciu łożyskach, oraz oznaczenie OM621 VIII (w modelu 190D - OM621 III), cechował go zmniejszony hałas oraz drgania. W tym samym czasie powstał sześciocylindrowy model 230 (następca W111). Produkcja została zakończona w 1968, łącznie powstało 628 282 egzemplarzy modelu. Następcą został Mercedes-Benz W114.
Od 1965 oferowano także wersję kombi modelu, nie była ona jednak produkowana bezpośrednio w zakładach Mercedesa. Montażem zajmowała się firma I.M.A. Malines będąca jednocześnie belgijskim importerem Mercedesa. Wariant ten nosił nazwę Universal Wagon, oferowano go do 1968.

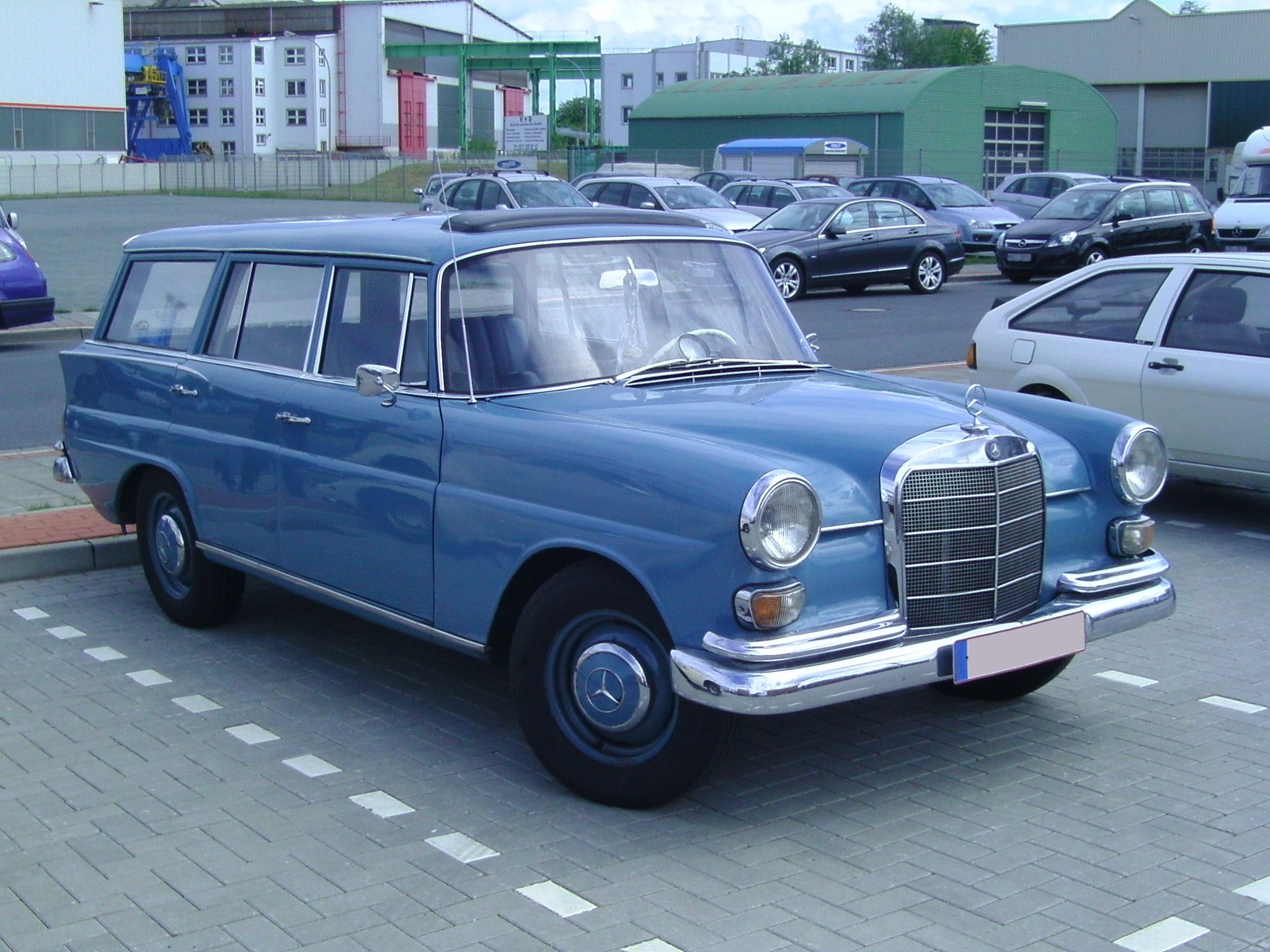
Mercedes-Benz W110 Universal Wagon

## Pierwsza seria (1961-1965)
Pierwsza seria produkowana była w latach 1961-1965.

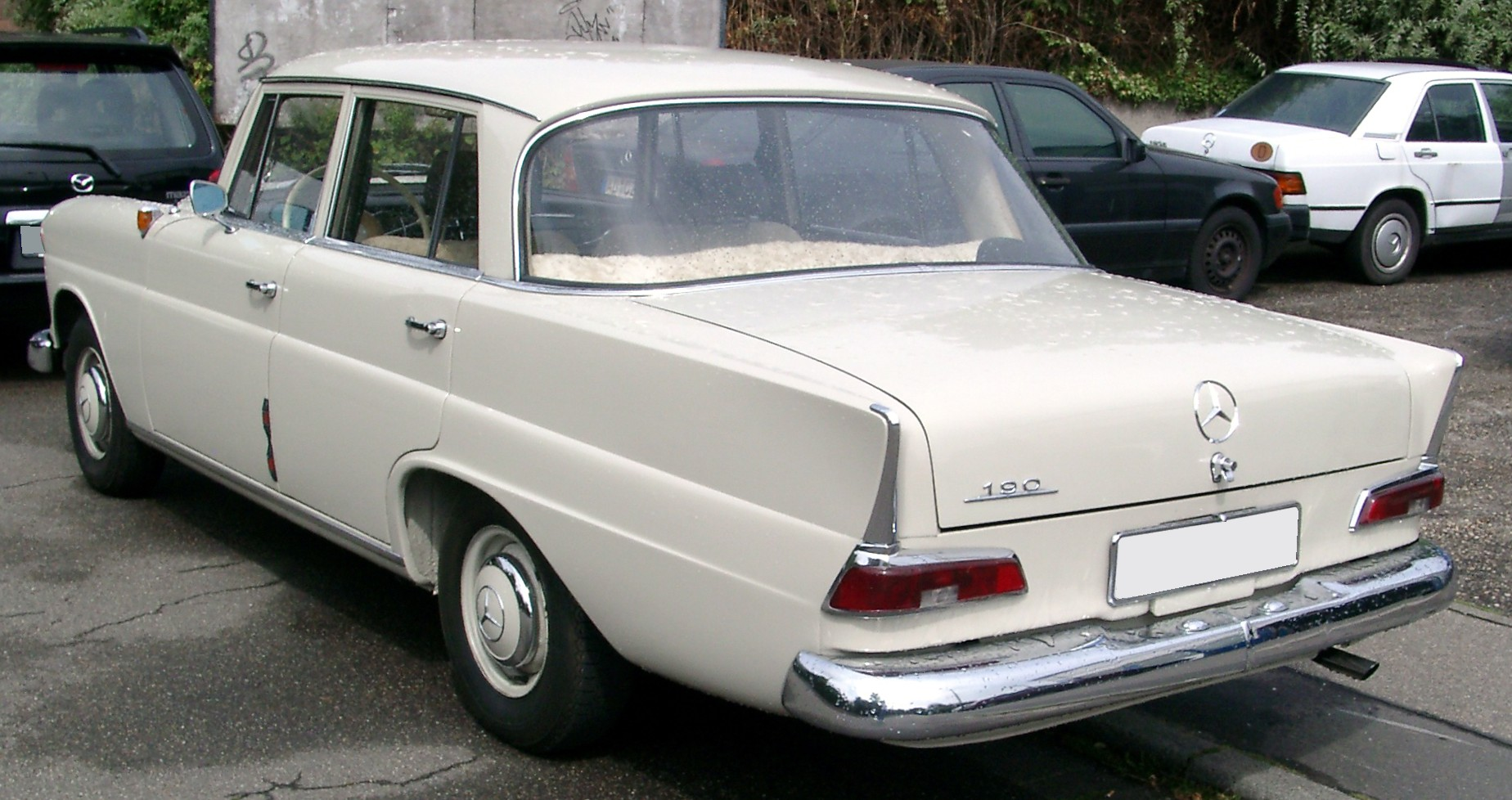
Tył nadwozia pierwszej serii, widoczne nadwozie w kształcie płetw ogonowych

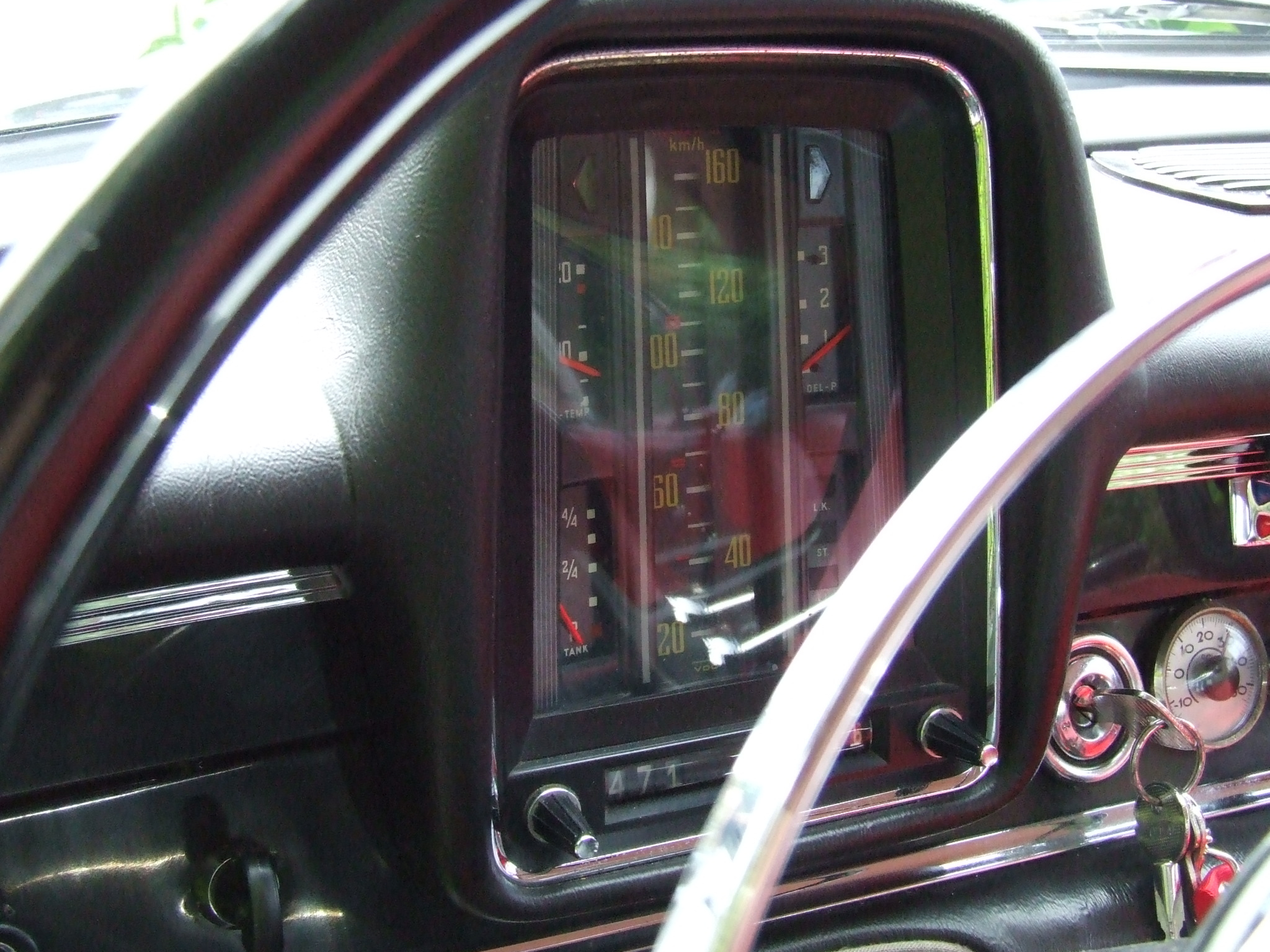
Tablica wskaźników auta z 1964

| Numer podwozia | Lata produkcji | Model | Silnik                    | Wielkość produkcji |
| -------------- | -------------- | ----- | ------------------------- | ------------------ |
| W110.010       | 1961–1965      | 190c  | R4 1,9 l M121benzyna      | 130 554            |
| W110.110       | 1961–1965      | 190Dc | R4 2,0 l OM621 III diesel | 225 645            |

| Wersja   | Silnik:                            | Układ zasilania:      | Średnica × skok tłoka: | St. sprężania: | Moc maksymalna:                  | Maks. moment obrotowy      | 0-100 km/h: | V-max:   |
| Silniki: | Silniki:                           | Silniki:              | Silniki:               | Silniki:       | Silniki:                         | Silniki:                   | Silniki:    | Silniki: |
| -------- | ---------------------------------- | --------------------- | ---------------------- | -------------- | -------------------------------- | -------------------------- | ----------- | -------- |
| 190 c    | R4 1,9 l (1897 cm³), SOHC, benzyna | gaźnik Solex 34 PJCB  | 85 x 83,6 mm           | 8,7:1          | 80 KM (59 kW) przy 5000 obr./min | 142 N•m przy 2500 obr./min | 17,7 s      | 145 km/h |
| 190 Dc   | R4 2,0 l (1988 cm³), SOHC, diesel  | pompa wtryskowa Bosch | 87 x 83,6 mm           | 21:1           | 55 KM (40 kW) przy 4300 obr./min | 118 N•m przy 2400 obr./min | 30 s        | 125 km/h |

## Druga seria (1965-1968)
Druga seria powstawała w latach 1965-1968.

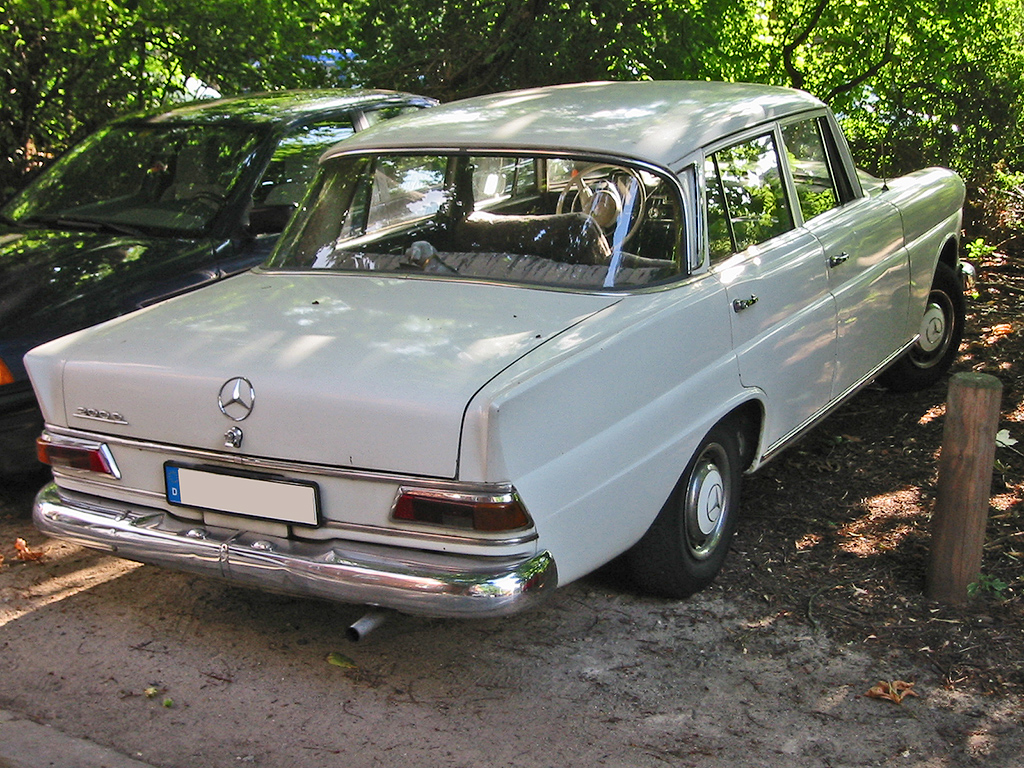
Tył nadwozia drugiej serii

| Numer podwozia | Lata produkcji | Model | Silnik              | Wielkość produkcji |
| -------------- | -------------- | ----- | ------------------- | ------------------ |
| W110.010       | 1965–1968      | 200   | R4 2,0 l M121       | 70 207             |
| W110.011       | 1965–1965      | 230   | R6 2,3 l M180       | 40 258             |
| W110.110       | 1965–1968      | 200D  | R4 2,0 l OM621 VIII | 161 618            |

| Wersja         | Silnik:                            | Układ zasilania:                       | Średnica × skok tłoka: | St. sprężania: | Moc maksymalna:                   | Maks. moment obrotowy      | 0-100 km/h: | V-max:   |
| Silniki:       | Silniki:                           | Silniki:                               | Silniki:               | Silniki:       | Silniki:                          | Silniki:                   | Silniki:    | Silniki: |
| -------------- | ---------------------------------- | -------------------------------------- | ---------------------- | -------------- | --------------------------------- | -------------------------- | ----------- | -------- |
| 200 D(1965-68) | R4 2,0 l (1988 cm³), SOHC, diesel  | pompa wtryskowa Bosch                  | 87 x 83,6 mm           | 21:1           | 55 KM (40 kW) przy 4200 obr./min  | 118 N•m przy 2400 obr./min | 28,1 s      | 130 km/h |
| 200 (1965-68)  | R4 2,0 l (1988 cm³), SOHC, benzyna | gaźnik Solex 38 PDSJ                   | 87 x 83,6 mm           | 9:1            | 95 KM (70 kW) przy 5200 obr./min  | 154 N•m przy 3600 obr./min | 15,2 s      | 160 km/h |
| 230 (1965-66)  | R6 2,3 l (2306 cm³), SOHC, benzyna | gaźnik 2-gardzielowy Solex 38 PDSI-2   | 82 x 72,8 mm           | 9:1            | 105 KM (77 kW) przy 5200 obr./min | 174 N•m przy 3600 obr./min | 14,1 s      | 170 km/h |
| 230 (1966-68)  | R6 2,3 l (2306 cm³), SOHC, benzyna | gaźnik 2-gardzielowy Zenith 35/40 INAT | 82 x 72,8 mm           | 9:1            | 120 KM (88 kW) przy 5400 obr./min | 178 N•m przy 4000 obr./min | 12,8 s      | 175 km/h |